# سانت كلير لي
سانت كلير لي (بالإنجليزية: St. Clair Lee)‏ هو مغني أمريكي، ولد في 24 أبريل 1944 في كاليفورنيا في الولايات المتحدة، وتوفي في 8 مارس 2011 بسبب مرض.

## وصلات خارجية
- سانت كلير لي على موقع ميوزك برينز (الإنجليزية)
- سانت كلير لي على موقع ديسكوغز (الإنجليزية)